# Konstantin
Konstantin, mansnamn bildat på latinets constans som betyder ståndaktig, karaktärsfast, besinningsfull. Flera romerska och bysantinska kejsare och grekiska kungar har haft namnet.
Namnet är ovanligt i Sverige. Bland de yngsta får endast ett fåtal namnet som tilltalsnamn varje år.
Den 31 december 2009 fanns det totalt 977 personer i Sverige med namnet, varav 274 med det som förstanamn/tilltalsnamn. Finns även som Constantin.
År 2003 fick 24 pojkar namnet, varav fyra fick det som tilltalsnamn.
Namnsdag i Sverige: 21 maj. I den finlandssvenska namnsdagslängden har Konstantin namnsdag 21 maj sedan starten 1929, då en egen namnsdagskalender togs i bruk för finlandssvenskar.

## Kungar och kejsare
- Konstantin den store

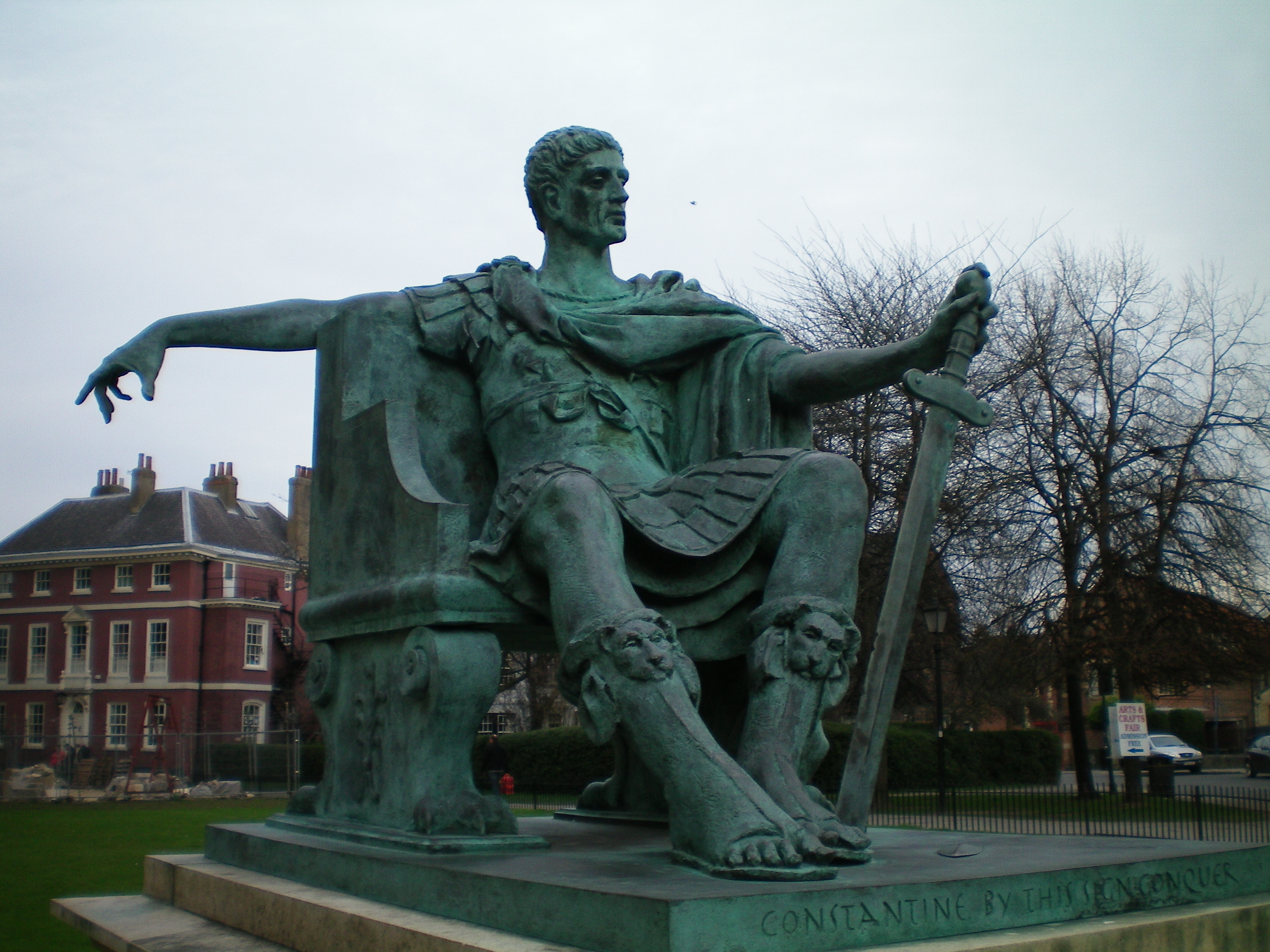
Konstantin den store
Bronsstaty invigd 1998 utanför York Minster i York, där Konstantin utropades till kejsare 306.

- Konstantin I av Grekland åren 1913-1917 samt 1920-1922
- Konstantin II av Grekland
- Konstantin I av Etiopien, även Zara Yaqob
- Konstantin II
- Konstantin II av Grekland
- Konstantin III, son till Herakleios, bysantinsk kejsare 641.
- Konstantin III, västromersk kejsare 407-411.
- Konstantin IV
- Konstantin V
- Konstantin VI
- Konstantin VII Porfyrogennetos
- Konstantin VIII
- Konstantin IX Monomachos
- Konstantin X Dukas
- Konstantin XI Palaiologos
- Konstantin Bodin av Serbien

## Andra personer med namnet Konstantin/Constantin
- Constantinus, påve av den Katolska Kyrkan åren 708-715
- Konstantin Balmont, rysk författare och översättare
- Constantin Brâncuşi, rumänsk skulptör
- Konstantin Drapezo, vitrysk musiker
- Konstantin Fehrenbach, tysk jurist och politiker, rikskansler 1920-1921
- Konstantin Feldman, sovjetisk studentagitator
- Constantin Hansen, dansk målare
- Konstantin Hierl, tysk nationalsocialistisk politiker
- Konstantin Kanaris, grekisk amiral och politiker
- Constantin Karadja, svensk-rumänsk prins, diplomat och bibliofil
- Konstantin Karamanlis, grekisk politiker
- Konstantin Kaufmann, rysk general
- Konstantin Kristoforidhi, albansk nationalist och albanolog
- Constantin Lipsius, tysk arkitekt
- Konstantin Melnikov, rysk konstnär och arkitekt
- Konstantin Mihailović, serbisk janitsjar
- Konstantin von Neurath, tysk friherre, jurist, politiker och diplomat
- Konstantin Paramonov, rysk fotbollsspelare
- Konstantin Paustovskij, sovjetisk författare
- Konstantin Poskrjobysjev, rysk bandyspelare
- Konstantin Päts, estnisk publicist, jurist, affärsman och politiker
- Konstantin Rokossovskij, polsk-sovjetisk militär
- Konstantin Sobieski, polsk prins
- Konstantin Sokolenko, kazakisk utövare av nordisk kombination
- Konstantin Stanislavskij, rysk skådespelare och teaterdirektör
- Konstantin Svechkar, rysk friidrottare
- Konstantin Tjernenko, sovjetisk politiker
- Konstantin Tsiolkovskij, rysk pionjär inom raketforskningen